# Awan (personaje bíblico)
Según el Libro de los Jubileos, Awan (también Avan o Aven, del hebreo אָוֶן aven "vicio", "iniquidad", "potencia") era la esposa y hermana de Caín y la hija de Adán y Eva. Del mismo modo, su hermana Azura era la esposa del hermano de Caín: Set. En un trabajo cronológico hebreo, se llama Balbira.